# Carnotaurini
De Carnotaurini zijn een groep theropode dinosauriërs behorend tot de Abelisauridae.
In 2002 gaf Coria een onderverdeling van de Carnotaurinae: de Carnotaurini. Hoewel de naam de vorm heeft van een tribus, lag het niet in de bedoeling een taxon te benoemen maar een klade, gedefinieerd als: de groep bestaande uit de laatste gemeenschappelijke voorouder van Carnotaurus sastrei en Aucasaurus garridoi en al zijn afstammelingen.
Het lag in de bedoeling om die Carnotaurinae die in Zuid-Amerika voorkwamen een naam te geven, maar in feite kunnen ook andere soorten binnen de definitie vallen; welke dat zouden kunnen zijn is nog zeer onzeker. Daarbij zijn daarna Carnotaurinae ontdekt die wel in Zuid-Amerika voorkwamen maar niet tot de Carnotaurini behoren. Paul Sereno acht het concept dan ook weinig relevant.